# 어린이 차지

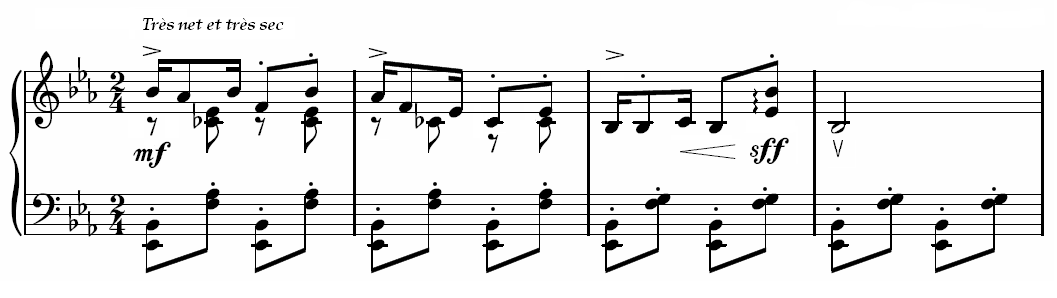

《어린이 차지》(영어: Children's Corner)는 클로드 드뷔시가 1908년에 작곡한 피아노 모음곡이다.
이 곡은 드뷔시의 딸인 클로드-엠마(Claude-Emma)에게 헌정되었다. 그러나 이 모음곡은 어린이가 연주하는 것을 염두에 두고 작곡되지는 않았다. 이 작품은 모두 여섯 개의 악장으로 구성되어 있으며, 각각의 악장에는 영어로 된 제목이 붙어 있다. 제목은 다음과 같다.
1. 그라두스 아드 파숨 박사 (Doctor Gradus ad Parnassum)
2. 코끼리의 자장가 (Jimbo's Lullaby)
3. 인형을 위한 세레나데 (Serenade for the Doll)
4. 눈은 춤춘다 (The Snow is Dancing)
5. 작은 양치기 (The Little Shepherd)
6. 골리워그의 케이크워크 (Golliwogg's Cakewalk)